# Parasietbeurszwam
De parasietbeurszwam (Volvariella surrecta) is een schimmel behorend tot de familie Pluteaceae. Hij komt voor in loofbos en naaldbos. Hij groeit op verrottende vruchtlichamen van de nevelzwam (Clitocybe nebularis).

## Kenmerken

### Uiterlijke kenmerken
Hoed
De vruchtlichamen van de parasietbeurszwam hebben hoeden die aanvankelijk eivormig zijn. Later worden ze klokvormig of convex voordat ze plat worden; ze bereiken een diameter van 2,5-8 cm. De hoed heeft soms een ondiepe umbo, hoewel de aanwezigheid van dit kenmerk niet consistent is. Het hoedoppervlak is droog en bedekt met lange, zijdeachtige haren; de kleur is wit tot lichtgrijs, met een gelig of bruinachtig midden. 
Lamellen
De lamellen zijn vrij van bevestiging aan de steel en zijn dicht bij elkaar gepakt. Ze zijn aanvankelijk wit en worden later roze. Er zijn veel lamellulae (korte lamellen die zich niet volledig uitstrekken van de hoedrand tot de steel) verspreid tussen de lamellen. 
Steel
De steel is 4-9 cm lang en 4-12 mm dik. Het is ongeveer even breed over de hele lengte of iets dikker aan de steelvoet. De kleur is wit tot lichtgrijs en het oppervlak van de steel is duidelijk zichtbaar. fibrillose, met een pruinose coating nabij de top. De witte volva meet 1,3-2,5 cm hoog en 0,6-1,3 cm breed en heeft een gelobde rand. 
Smaak
De paddenstoel is niet eetbaar.
Sporenprint
De sporenprint is bruinroze.

### Microscopische kenmerken
De sporen zijn eivormig tot ovaal en meten 5,4–7,6 × 3,4–4,9 μm. De basidia (sporendragende cellen) zijn knotsvormig, 4-sporig en meten 20-31 × 5-10 μm. De pleurocystidia zijn fusoid-ventricosis (duidelijk vergroot in het midden en taps toelopend naar beide uiteinden), soms met een langwerpige nek. De cheilocystidia zijn ook fusoid-ventricosis met een hals die soms kort en bolvormig is; ze meten 25-50 × 6-20 μm. De hyfen hebben geen gespen.

## Habitat
Volvariella surrecta groeit parasitair op de vruchtlichamen van Clitocybe-soorten, meestal C. nebularis, hoewel is gemeld dat het groeit op Tricholoma-soorten en Melanoleuca brevipes. De paddenstoelen groeien in groepen en geven vruchtlichamen in de zomer en herfst. De waardpaddenstoel is soms misvormd en ziet er onregelmatig uit.
Volvariella surrecta is een zeldzame soort, hoewel de belangrijkste gastheer vrij algemeen is; de voorwaarden die nodig zijn voor de parasiet om vruchtlichamen te produceren, zijn niet goed bekend. Sommige auteurs hebben gesuggereerd dat het net zo goed kan groeien als een parasiet of een saprobe. 
V. surrecta is op zijn gastheer gevonden in verschillende habitattypen, waaronder berkenbossen, dennenplantages, struikgewas, struikgewas van kleine bomen of struiken langs wegen en onder braamstruiken. Er is geen duidelijke voorkeur voor grondsoort vastgesteld, aangezien deze is aangetroffen in zand, klei, grind en turf. In 1867 meldde Worthington George Smith dat hij de soort met succes had gekweekt door vruchtlichamen gedeeltelijk te begraven onder met water doordrenkte rottende dennenbladeren die in een stolp in een warme kamer waren geplaatst. Volgens zijn verslag groeide er een wit mycelium over de bladeren en vormde uiteindelijk kleine witte pinnen (onrijpe, ongedifferentieerde vruchtlichamen) die ongeveer twee weken na het begin uitgroeiden tot volledig gevormde paddenstoelen.

## Verspreiding
De geografische verspreiding van de schimmel omvat Noord-Amerika ten noorden van Mexico, Noord-Afrika, Europa, Nieuw-Zeeland en Azië (Amur-regio van Rusland, India en Korea).
In Nederland komt de parasietbeurszwam vrij algemeen voor. Hij staat niet op de rode lijst en is niet bedreigd.